# Safia integerrima
Safia integerrima là một loài bướm đêm trong họ Noctuidae.